# Hertha (namn)

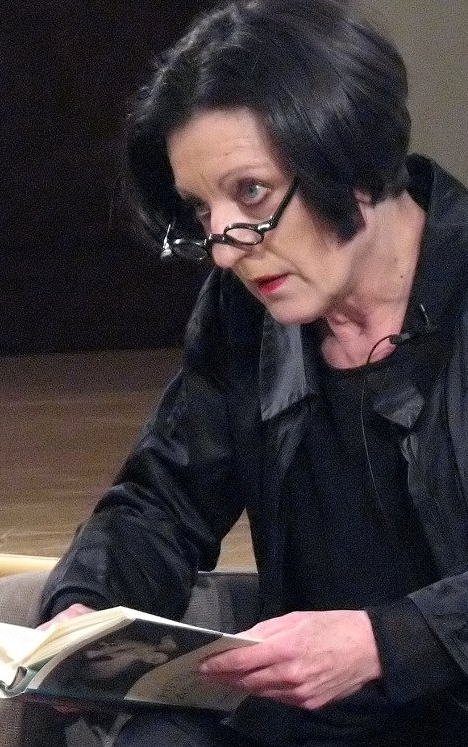
Herta Müller

Hertha eller Herta är ett tyskt namn som troligen är en ombildning av den forngermanska jordgudinnan Nerthus namn. Nerthus är besläktad med den fornnordiska väderguden Njord. Namnet betyder kraft eller av jorden. Det äldsta belägget för namnet i Sverige är från år 1821.
Hertha var enligt en yngre saga en gudinna som dyrkats i Lejre i Danmark. Hon omnämns bland annat hos Esaias Tegnér som jordgudinna eller omskrivningar för jord. Hon är alltså en fruktbarhetsgudinna. Namnet antas bero på en i en del äldre handskrifter förekommande felskrivning av den i Tacitus Germania omtalade moder- och fruktbarhetsgudinnan Nerthus. 
Den 31 december 2014 fanns det totalt 1 113 kvinnor folkbokförda i Sverige med namnet Hertha eller Herta, varav 466 bar det som tilltalsnamn. Herta var den vanligaste stavningen.
Namnsdag i Sverige: saknas (1986-1992: 16 mars, 1993-2000: 27 juni). I den finlandssvenska namnsdagslängden hade Herta namnsdag 4 november 1929–1949.

## Personer med namnet Hertha eller Herta
- Hertha Bengtson, svensk konstnär
- Hertha Hillfon, svensk konstnär
- Herta Müller, rumänsk-tysk författare, mottagare av Nobelpriset i litteratur 2009
- Hertha von Walther, tysk skådespelare
- Hertha Westerstrand, svensk operasångerska
- Herta Wirén, svensk journalist och författare

## Fiktiva personer med namnet Hertha eller Herta
- Hertha Falk, huvudperson i Fredrika Bremers roman Hertha eller en själs historia från 1856